# Drosophila longisetae
Drosophila longisetae är en tvåvingeart som beskrevs av Zhang 1991. Drosophila longisetae ingår i släktet Drosophila och familjen daggflugor.
Artens utbredningsområde är provinsen Yunnan i Kina.